# Know Nothing
Know Nothing (în traducere „Nu știu nimic”) a fost un partid politic naționalist (nativist) din Statele Unite existent pe parcursul anilor 1845 - 1860 (între 1855 și până la destrămare s-a numit American Party). A fost „alimentat” de sentimentele xenofobe ale americanilor albi față de cei negri. Și-a primit numele dat, deoarece la întrebarea cu privire la activitățile partidului, reprezentanții săi erau obligați să răspundă doar cu: „Eu nu știu nimic”. Mișcarea politică a apărut în mare parte datorită existenței la acel moment, în societatea americană a temerilor precum că țara ar putea fi „distrusă” de imigranții catolici irlandezi, care erau adesea considerați ca fiind ostili față de valorile americane și controlați de către papa.
Partidul a operat activ între 1854 - 1856, a încercat să reducă imigrația (mai ales din Germania, Irlanda și alte țări catolice) și complica naturalizarea acestora, crescând-o la vârsta de 21 de ani, dar eforturile grupului „Nu știu nimic” nu a avut un progres semnificativ. Uneori, reprezentanții partidului recurgeau la violență împotriva imigranților. În plus, partidul a considerat necesară interzicerea deținerii oricăror poziții de autoritate și de predare în școli a tuturor persoanelor care nu au putut dovedi originea anglo-saxonă (sau scoțiană), precum și optau pentru limitarea libertății de utilizare a altor limbi decât engleza. Partidul a fost un pic proeminent, și liderul său, William Poole a condus una dintre bandele de New York. 
Partidul nu a avut o poziție clară cu privire la problema sclaviei, care a fost o sursă de conflict între membrii partidului, de regulă, sudiștii sprijineau sclavia, pe când nordiștii susțineau abolirea acesteia. La alegerile din 1860, cea mai mare parte a membrilor (cu excepția, în principal, a susținătorilor păstrării sclaviei), a aderat la Partidul Republican.

## Legături externe
- Nativism in the 1856 Presidential Election Arhivat în 29 septembrie 2007, la Wayback Machine.
- Nativism By Michael F. Holt, PhD